# Kanton Nantes-11
Kanton Nantes-11 (fr. Canton de Nantes-11) je francouzský kanton v departementu Loire-Atlantique v regionu Pays de la Loire. Tvoří ho pouze část města Nantes.